# Spiranthoideae
Spiranthoideae is een voormalige onderfamilie van de orchideeënfamilie.
De tribus Cranichideae van de Spiranthoideae is nu onder dezelfde naam opgenomen in de onderfamilie Orchidoideae, terwijl de tribus Tropidieae en Diceratosteleae werden opgenomen in de Epidendroideae.